# Pyrausta californicalis
Pyrausta californicalis is een vlinder van de familie van de grasmotten (Crambidae). De wetenschappelijke naam van deze soort is voor het eerst voorgesteld als Botys californicalis door Alpheus Spring Packard in een publicatie uit 1873.

## Verspreiding
De soort komt voor in het uiterste zuidwesten van Canada en het westen van de Verenigde Staten.

## Waardplanten
De rups leeft op diverse soorten Munt (Mentha).

## Ondersoorten
- Pyrausta californicalis californicalis (Packard, 1873)
- Pyrausta californicalis sierranalis Munroe, 1976